# Live at the Wiltern
Live at the Wiltern is het eerste van een reeks livealbums van de Britse groep King Crimson, waarbij het befaamde dubbeltrio optreedt.
Er is hierbij geen sprake meer van symfonische rock.

## Geschiedenis en bezetting
King Crimson experimenteert verder in de muziek. Robert Fripp heeft nu alle organisatorische touwtjes in handen. Om een zo breed mogelijk spectrum van muziek te kunnen uitvoeren is er een aparte constructie gebruikt: het dubbeltrio:
- Robert Fripp- gitaar en soundscapes;
- Adrian Belew - gitaar en zang;
- Trey Gunn - warrgitaar;
- Tony Levin - basgitaren en Chapman Stick;
- Pat Mastelotto en Bill Bruford - drums en percussie.

## Composities
CD1:
1. Introductory Soundscape
2. VROOOM VROOOM
3. Frame by Frame
4. Dinosaur
5. One Time
6. Red
7. B'Boom
8. THRAK
9. Matte Kudasai
10. Sex, Sleep, Eat, Drink, Dream

CD2:
1. People;
2. Improv: Two Sticks
3. Elephant Talk
4. Indiscipline
5. Prism
6. The Taling Drum
7. Larks' Tongue in Aspic
8. VROOOM
9. Coda : Marine 475
10. Walking on Air.

## Trivia
- eigenlijk is er geen sprake van een dubbeltrio, maar van een dubbelkwartet: Fripp, Belew, Gunn en Mastelotto; en Fripp, Belew, Levin en Bruford;
- Alle nummers geschreven door King Crimson, teksten door Belew, behalve track Prism; dit is gecomponeerd door Pierre Favre, een slagwerker uit de stal van ECM Records, dat meestal garant staat voor rustige muziek en freejazz;

Jaren 60: mei, juni 1969; Marquee Londen · 5 juli 1969; Hyde Park Londen · 21/22 november 1969; San Francisco
Jaren 70: 11 mei 1971; Plymouth · 10 augustus 1971; Marquee Londen · 16 oktober 1971; Brighton · 13 december 1971; Detroit · 26 februari 1972: Jacksonville · 27 februari 1972;Orlando · 12 maart 1972; Denver radio · 13 maart 1972; Denver live · 27 maart 1972; Boston · 13 oktober 1972; Frankfurt am Main · 17 oktober 1972; Bremen · 13 november 1972; Guildford · 15 november 1973; Zürich · 29 maart 1974; Heidelberg · 30 maart 1974; Mainz · 1 april 1974: Kassel · 24 juni 1974, Toronto· 1 juli 1974, New York
Jaren 80: 30 april 1981; Bath · 30 juli 1982; Philadelphia · 2 augustus 1982; New York · 13 augustus 1982; Berkeley · 25 augustus 1982; Cap D’Agde · 29 september 1982; München · 17-30 januari 1983; studiowerk · mei-november 1983
Jaren 90: VROOOM sessies;april/mei 1994; studio · 1 juli 1995; Wiltern · 20-25 november 1995; Broadway · 29 november 1995; Chicago · 26 augustus 1996; 2e maal Philadelphia · mei 1997; Nashville studio · 1-4 december 1997 (P1) · 4 juni 1998; Chicago (P2) · 1 juli 1998; Northampton (P2) · 1 november 1998; San Francisco (P4) · 25 maart 1999; Austin (P3)
Jaren vanaf 2000: 11 juni 2000; Warschau · 9/10 november 2001; Nashville live · 3 maart 2003: Alexandria (P3) · april 2003 · najaar 2003; Japan · 20 juni 2003; Milaan · 16 november 2003; New Haven ·  28 juni 2017; Chicago